# Kamenosochařství Pánek
Kamenosochařství Pánek je jedna z nejdéle fungujících rodových firem na území Čech. První významné zmínky jsou již ze 16. století. Někteří historici kladou počátky firmy již do 14. století. Jan Šimon Pánek a jeho syn Jan koncem 17. století pracovali na chrámu sv. Jakuba na Starém Městě Pražském. Rod Pánků pracoval na  Katedrále sv. Víta nepřetržitě od roku 1720 až do roku 1920. Na Pražském hradě se dále podíleli na Vladislavském sále, tereziánském křídle a románském podzemí, na Starém paláci, Purkrabství, na bazilice sv. Jiří. V současnosti provádí kamenosochařské a restaurátorské práce na katedrále sv. Víta pan Bohumil Pánek. O rodu se ve svém díle zmínil spisovatel Adolf Branald.

## Seznam  staveb

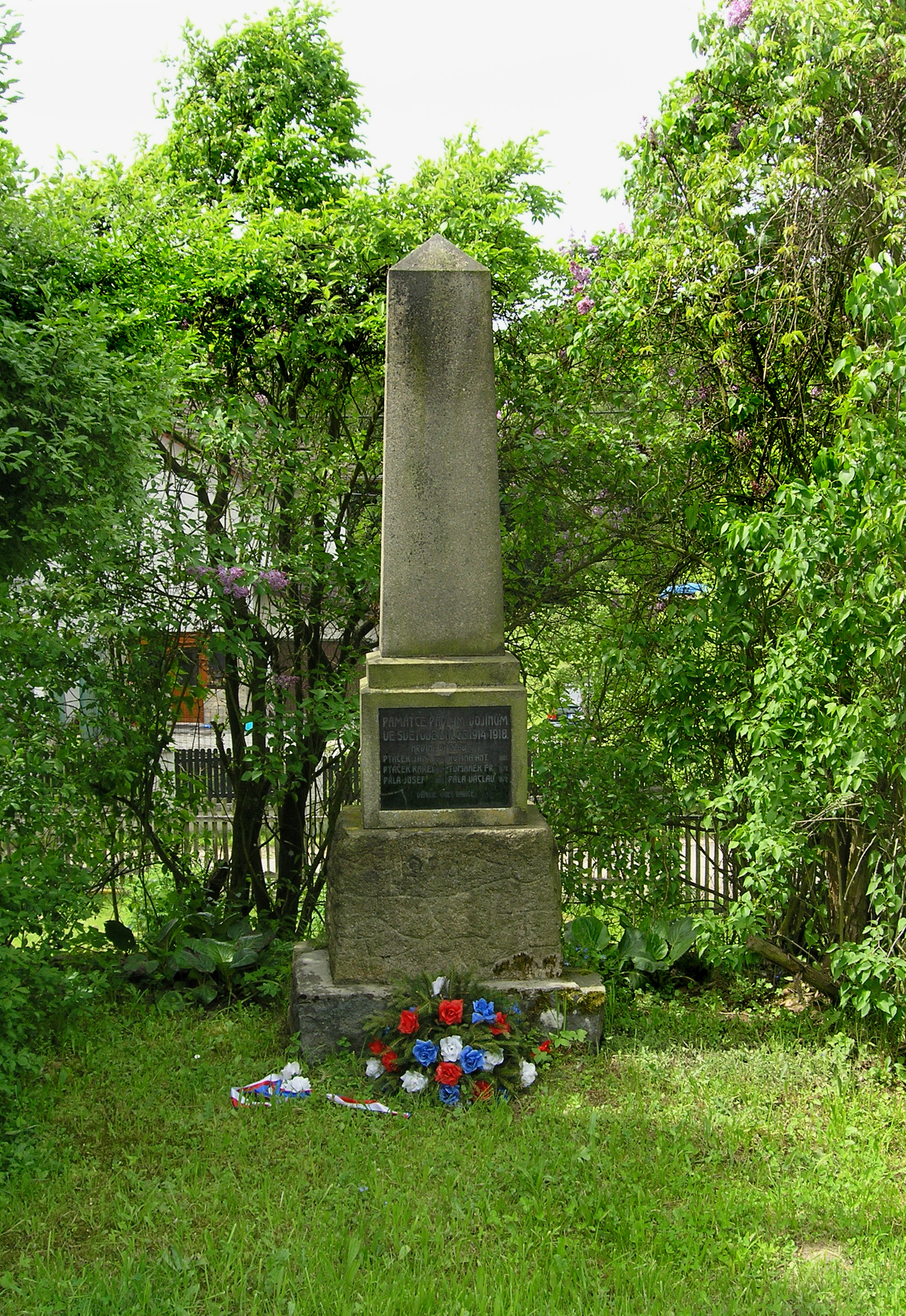
Pomník padlým v Babicích

Mezi významné stavby, na nichž rod Pánků pracoval, patří Kostel Matky Boží před Týnem, Královský letohrádek, Anežský klášter, Emauzský klášter, Národní divadlo, Stavovské divadlo, Rudolfinum, Pravoslavný chrám svatých Cyrila a Metoděje (Praha), zámek Koloděje, vila Otto Petschka. Mimo Prahu to jsou: kostel sv. Bartoloměje v Kolíně, Katedrála sv. Alžběty v Košicích, kolonáda v Karlových Varech, Isabelina promenáda a nová kašna ve Františkových Lázních, dům pro Muzeum Egona Schieleho v Českém Krumlově, Mariánský sloup v Říčanech, kašny v Luhačovicích, Kouřimi, Pelhřimově a Lomnici nad Popelkou, památníky 1. světové války v Hrusicích, Žichovicích a Žihobcích.